# Scorpionidae
Scorpionidae är en familj i ordningen skorpioner som innehållande de största nulevande skorpionerna. Arterna fördelas på fyra släkten som uteslutande förekommer i varmare länder. 
Trots storleken hos arterna är giftet för svagt för att döda så små djur som reptiler och gnagare, så födan består då av mindre insekter som syrsor, gräshoppor, sländor, larver samt spindlar. 
Arterna kännetecknas av sina kraftigt rundade klor, vilket tyder på en relativt lindrig giftighet. Färgen varierar kraftigt från mörkaste svart nyans till röd-brun färg. 
Familjen omfattar bland annat den största nu levande skorpionarten, Heterometrus swammerdami.
Arterna kejsarskorpion (Pandinus imperator) och rödkloskorpion (Pandinus cavimanus) är de vanligaste skorpionerna som sällkapsdjur och hålls i terrarium.